# Cratichneumon pertenuis
Cratichneumon pertenuis là một loài tò vò trong họ Ichneumonidae.